# Esquedas
Esquedas (en aragonés Asquedas) es una localidad de la comarca Hoya de Huesca que pertenece al municipio de La Sotonera en la provincia de Huesca. Situada en un llano a la izquierda del río Sotón, su distancia a Huesca es de 14 km

## Geografía humana

### Demografía
| Gráfica de evolución demográfica de Esquedas entre 1842 y 1970 |
| |
| Población de derecho según los censos de población del INE Población de hecho según los censos de población del INEEntre el censo de 1981 y el anterior, este municipio desaparece porque se agrupa en el municipio 22904 (La Sotonera) |

| 1970 | 2000 | 2001 | 2002 | 2003 | 2004 | 2005 | 2006 | 2007 | 2008 | 2009 | 2010 | 2011 | 2012 | 2013 | 2014 | 2015 |
| ---- | ---- | ---- | ---- | ---- | ---- | ---- | ---- | ---- | ---- | ---- | ---- | ---- | ---- | ---- | ---- | ---- |
| 147  | 75   | 75   | 72   | 67   | 69   | 77   | 73   | 72   | 74   | 74   | 71   | 64   | 62   | 62   | 71   | 62   |

| 2016 | 2017 | 2018 | 2019 | 2020 | 2021 | 2022 |
| ---- | ---- | ---- | ---- | ---- | ---- | ---- |
| 64   | 65   | 57   | 59   | 62   | 64   | 65   |

Nota: Datos del INE, ver enlace en apartado bibliografía

## Historia
- Entre 1104 y 1279 se llamó Esquedas
- Entre 1713 y 1834 se llamó Lascuedas
- En 1845, según Madoz Esquedas tenía:
  - 24 casas reunidas y en su centro la plaza con un pozo en medio
  - Casa de Ayuntamiento y cárcel
  - Escuela de primeras letras frecuentada por 40 alumnos
  - Cementerio en paraje ventilado (para que los "inquilinos" se conserven frescos)
- Desde 1857 se llama Esquedas
- En 1921 los vecinos compraron Esquedas al conde de Sobradiel

## Monumentos
- Iglesia parroquial dedicada a San Gregorio
  - Retablos del siglo XVIII
  - Pintura (Padre Eterno) que algunos expertos aseguran pertenece a Francisco de Goya cuyo mecenas era el conde de Sobradiel, antiguo dueño del pueblo
- Iglesia de San Miguel en el Castillo de Castejón

## Fiestas
- Patronales, día 9 de mayo : San Gregorio Ostiense
  - Se suele realizar una cena o comida comunitaria pues el tiempo muchas veces no acompaña y hay poca gente en el pueblo.
- Tercer Fin de Semana de Septiembre : Cofadría del Santísimo Sacramento
  - Releo: Tradicional subasta de "pizcas" de cordero asado. Es una subasta que se hacía antiguamente y cuyos beneficios se dedicaban a sufragar los gastos de la cofadría. Esta costumbre se recuperó en los años 1970 y ahora se utiliza para sufragar los gastos de la fiesta.

## "Coplilla" con los apodos de las casas de Esquedas
Coplilla tradicional transmitida por tradición oral que recita los apodos de cada una de las casas que entonces existían en el pueblo. Actualmente casi todas conservan su nombre, aunque el origen de dicho nombre es desconocido en algunas ocasiones.
- Baltasar	: “Gaitero”

- Ferrero	 : “Apunta clavos”

- Guardia	 : “Entimador”

- Fontana	 : “Mal labrador”

- Sarvisé	 : “Buen cantador”

- Custodio	: “Topero”

- Vera	 : “Mesón de casa nueva”

- Dulero	 : “Rinfla gatos”

- Boj	 : “Nariz de fongeta” o “Nariz de fongueta”

- Gil	 : “Pleitiador”

- Indalecio	: “Chico y día”, otras versiones dicen: “Corto y recio”

- López	 : “Alcalde mayor”

- Martínez	: “El colmenero”

- Santolaria	: “El asesor”

- Anoro	 : “El envidioso”

- Pedro Calvo	: “El traidor”

En la otra acera:
- El Maestro	: “Cerolero que echa pedos en o caldero”

- Castán	 : “Rompe mangos sin estral”

- Anselmo	 : “Laverán: tres pa vino, tres pa pan y tres que quedan pa mañana p’almorzar”

- Administrador	: “Lamina fuentes”

- Izarbez	 : “Escula botellas de aguardiente”

- Mesonero	: “Escula bolsas de arriero”

- Marco	 : “Retabillador”

- Roque	 : “Roque roquillo, patas de grillo: por buen labrador que seas; Sipán te dará lección"

- El cura	 : “Se queda en medio cantando el Kirieleison”